# J.S.
J. S., vlastním jménem Jaroslav Šolc (* 10. února 1953 Praha) je český malíř, grafik a zlepšovatel. Vystavuje pod iniciálami J. S., aby se odlišil od stejnojmenného malíře z Police, s nímž jej pojí přátelství a tvorba.

## Životopis
Dětství strávil v Sanytrové ulici (zanikla při výstavbě hotelu Intercontinental) na Starém Městě v Praze. Denně mohl z okna přes park na pozdějším náměstí Curieových sledovat dokončování, odhalení a likvidaci pomníku J. V. Stalina. Školní docházku zahájil na SJŠ Sanytrová a dokončil na ZDŠ Jílovská v Braníku, kam byla rodina přestěhována. Účastnil se tvůrčích ateliérů v Domě čs. dětí na Pražském hradě. Po studiu SPŠ stavební ve Zborovské ulici vystudoval psychologii a pedagogiku na FFUK. Počátkem sedmdesátých let intenzivně navštěvoval přednáškové cykly Dr. Antonína Balíka v Národní galerii, což jej vedlo k opatření si olejových barev a k malování obrazů. Při aktivitách v rámci mezinárodní dobrovolné služby a pobytech u přátel navštěvoval umělecké sbírky v Londýně, Paříži a Amsterdamu. Tomu předcházelo studium uměleckých publikací v knihovně UPM v Praze.
V roce 1981 spojil svoji životní pouť s malířkou Norou Blankou Vláškovou. V druhé polovině osmdesátých let jej galerijní kontakty zavedly do Francie, Švýcarska a USA, kde se jeho obrazů ujímali sběratelé. Zvýšený zájem sběratelů v Čechách a na Moravě vedl v devadesátých letech k omezení zahraničních aktivit.

## Tvorba
Od počátku maluje olejem na plátno i na pevné podklady. Po osmi letech života v Jamrtále (Nuselské údolí u parku Folimanka) a častých vycházkách do čtvrtí Karlov a Albertov vytvořil sérii vedut, které vystavil v roce 1979 přes odpor úřadů na vnější zdi psychiatrické kliniky. V roce 2003, po třiceti letech volné tvorby se mu podařilo překonat psychickou bariéru a začal tvořit i abstraktně (J. S. Brut.).[zdroj?]
Od počátku devadesátých let tvoří grafické listy technikou xerografie a faksimile, spolu s Národní Galerií a firmou Trico se podílel na vývoji dnes již nedostupné techniky Offlith, vyznačující se jemnou strukturou tisku a barevnou věrností reprodukce.

## Galerie

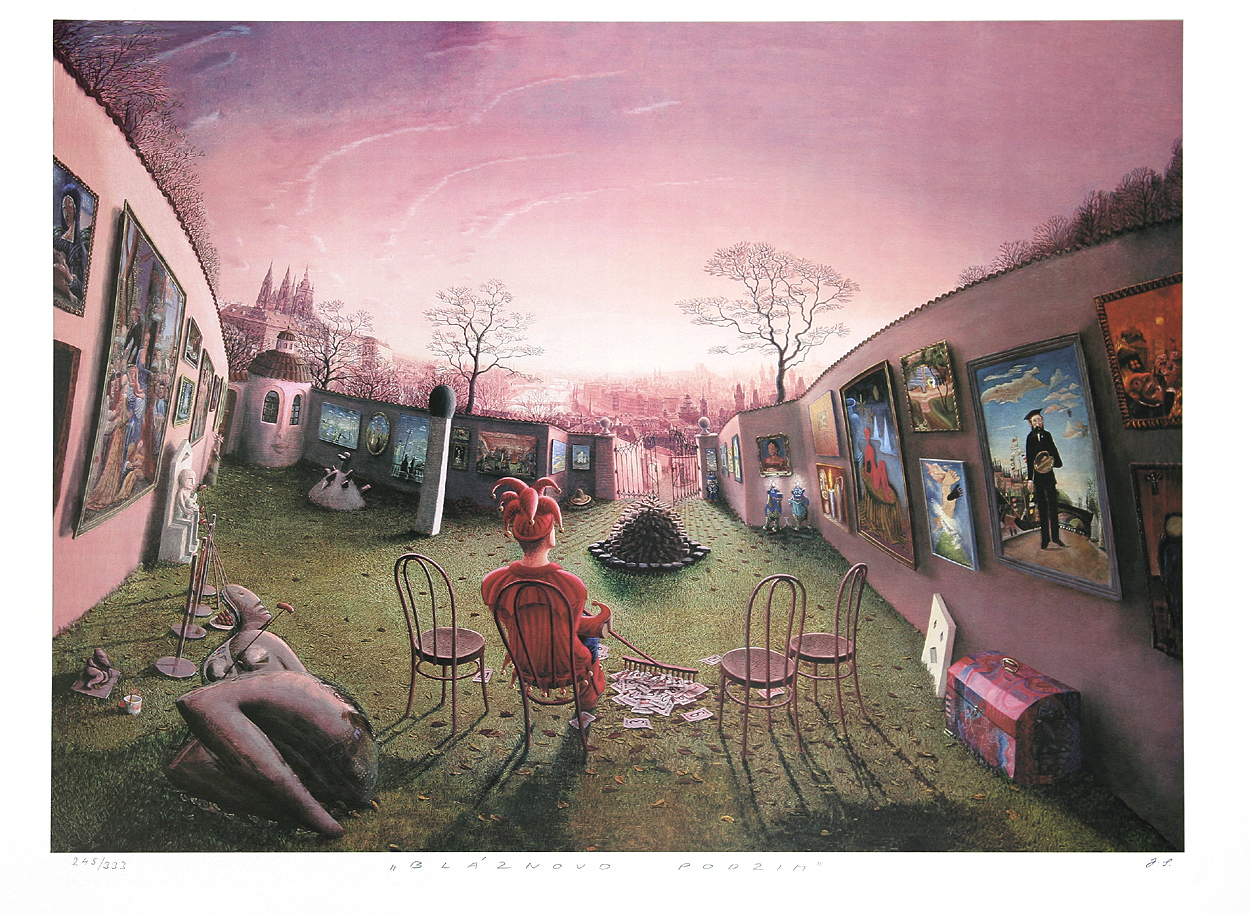
Bláznovo podzim
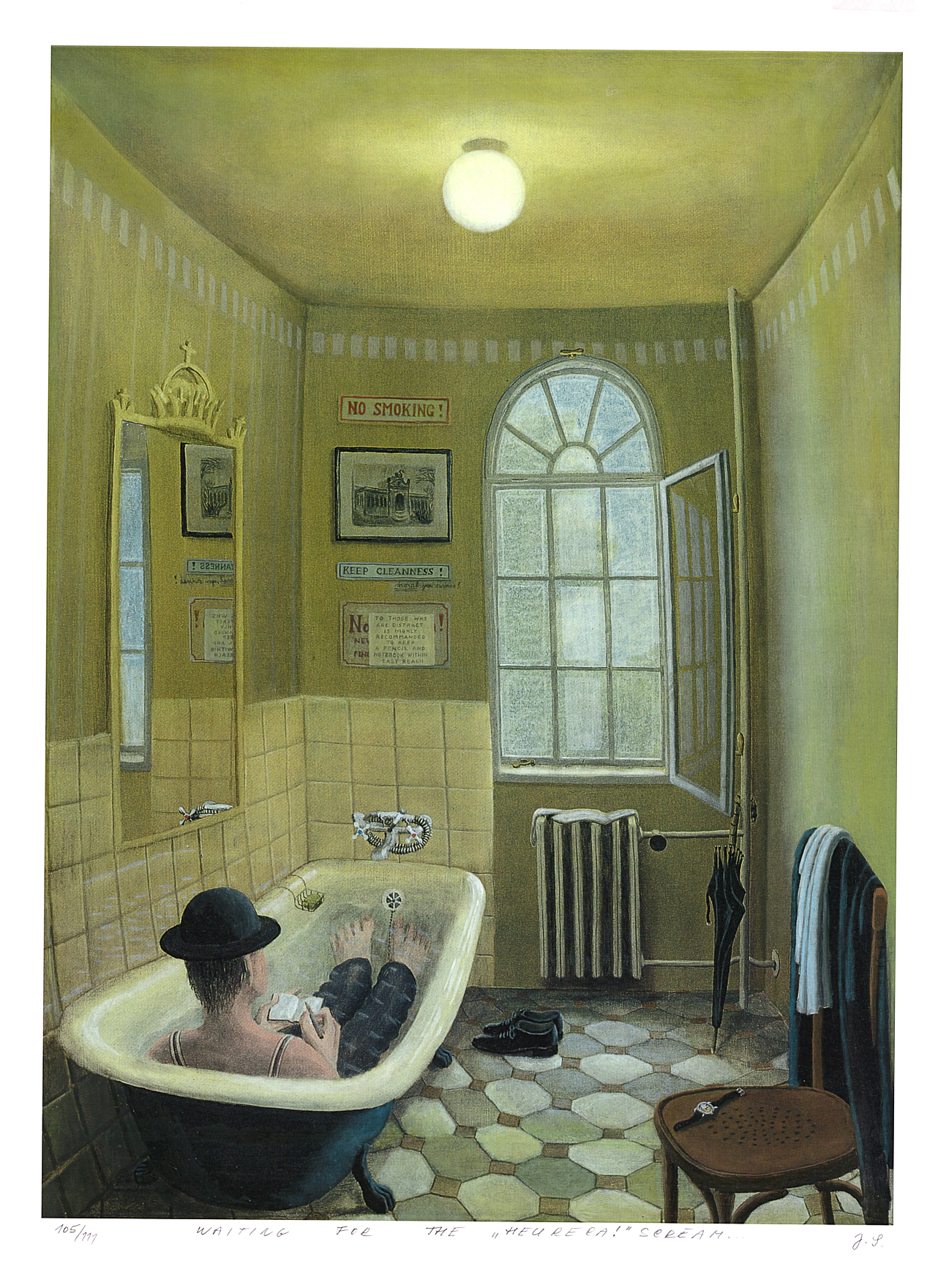
Čekání na Heuréka! zvolání...
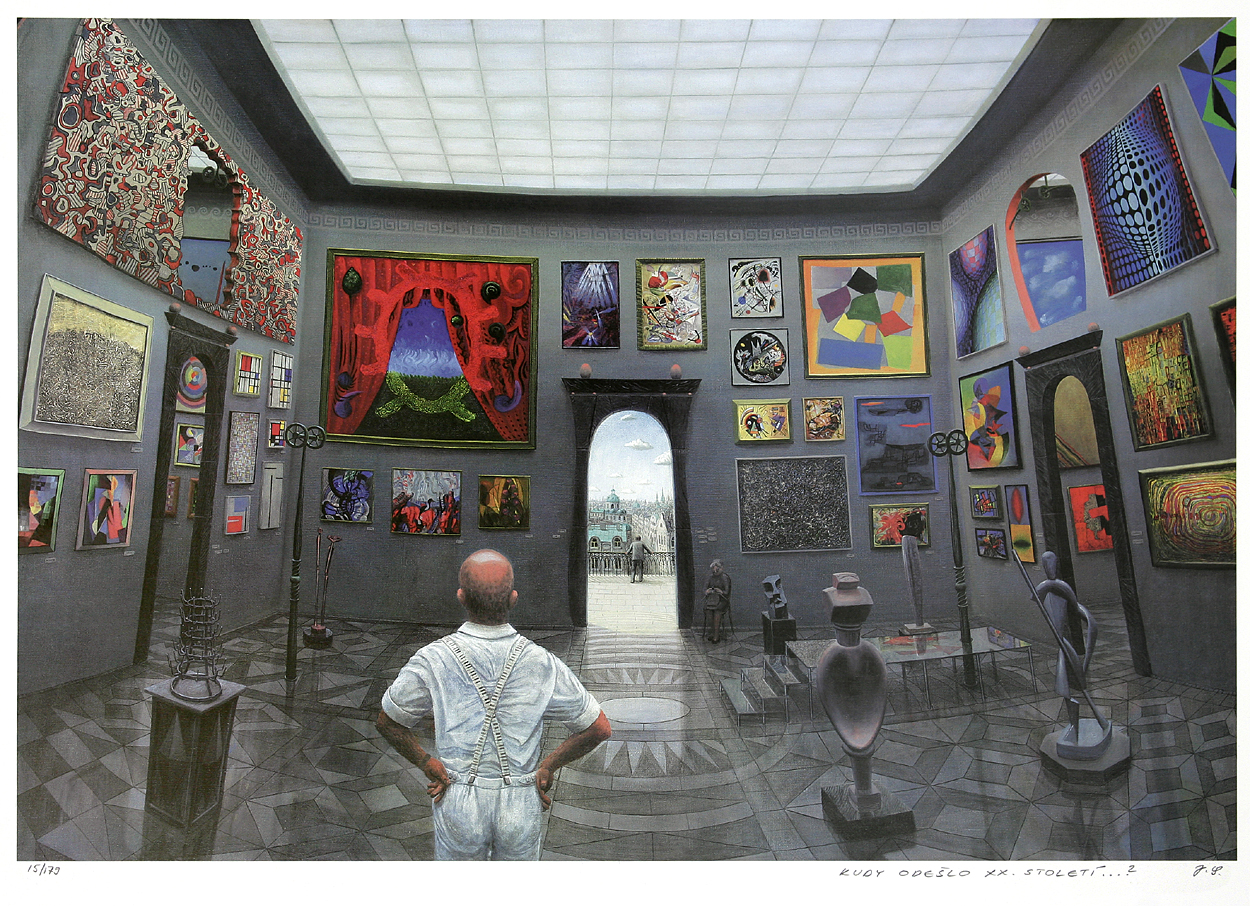
Kudy odešlo XX. století...
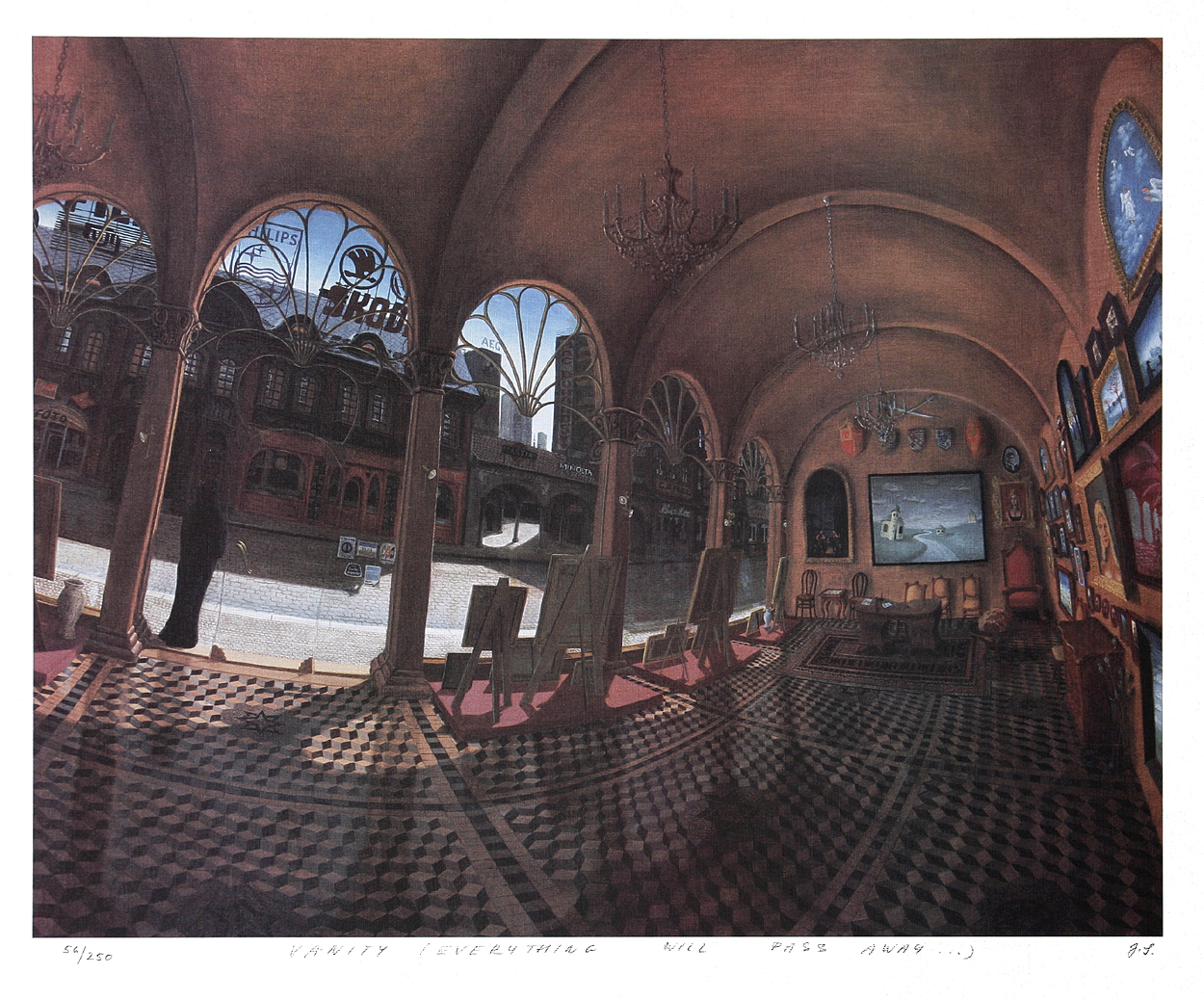
Marnost.
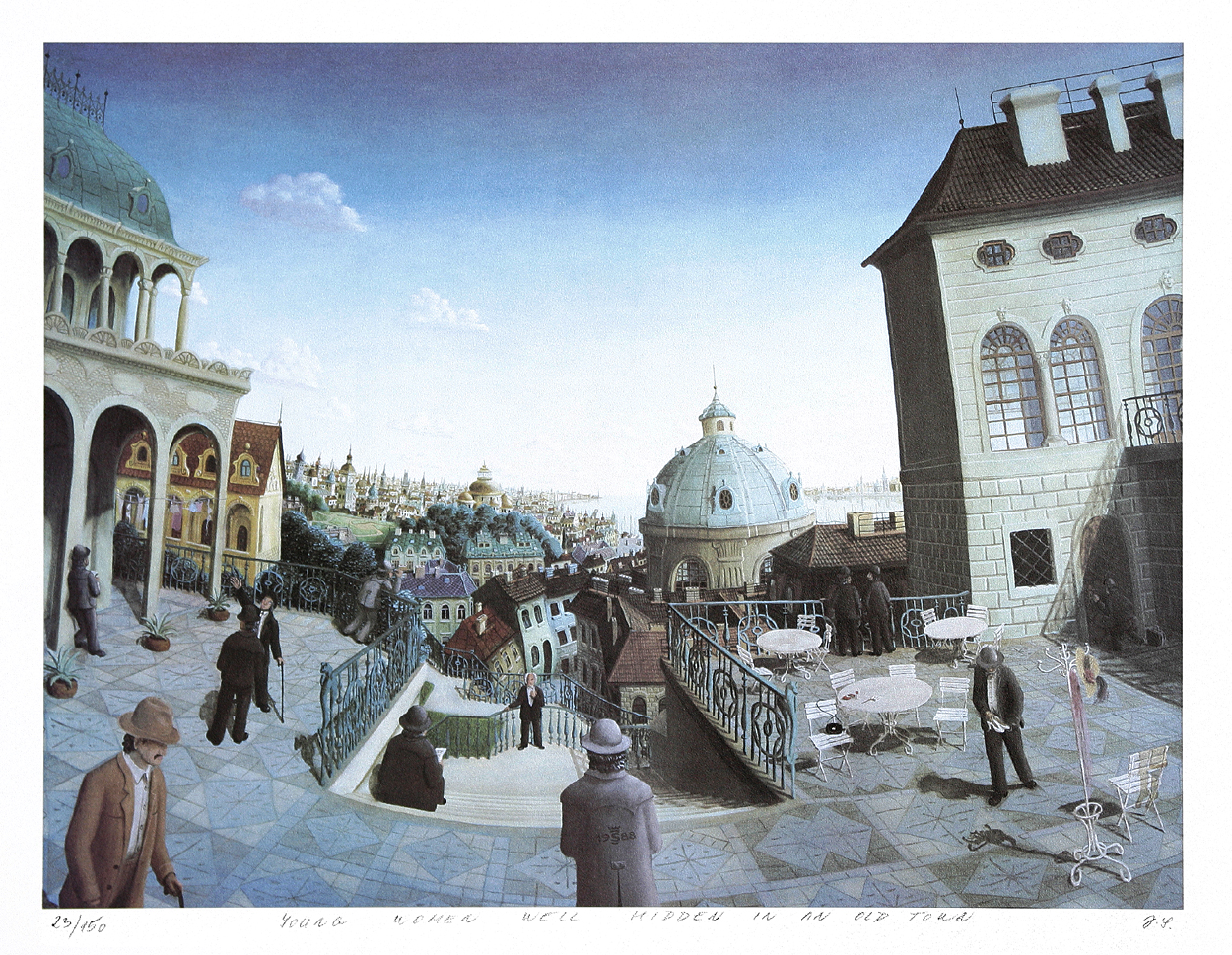
Mladé ženy dobře ukryté ve starém městě
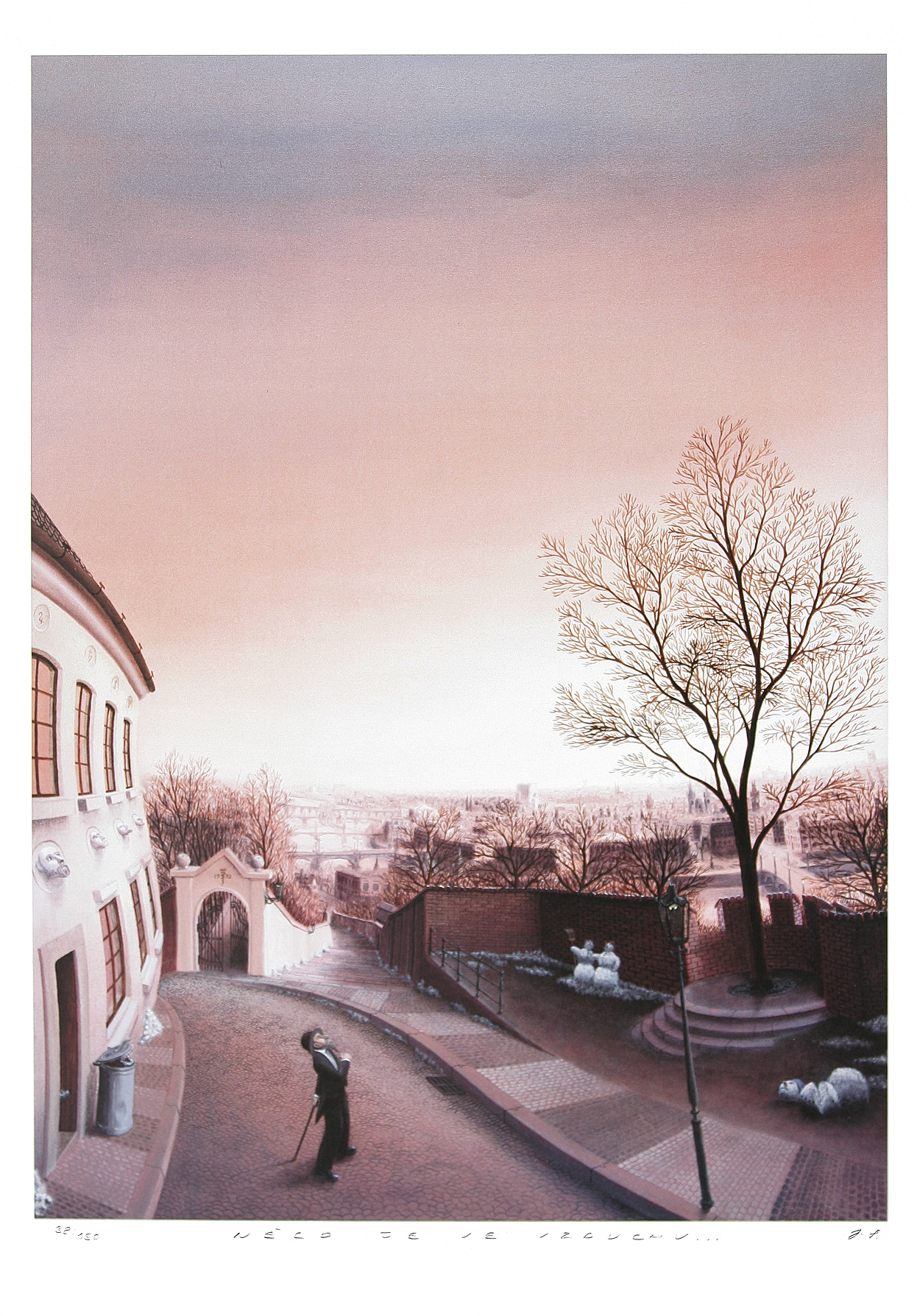
Něco je ve vzduchu...
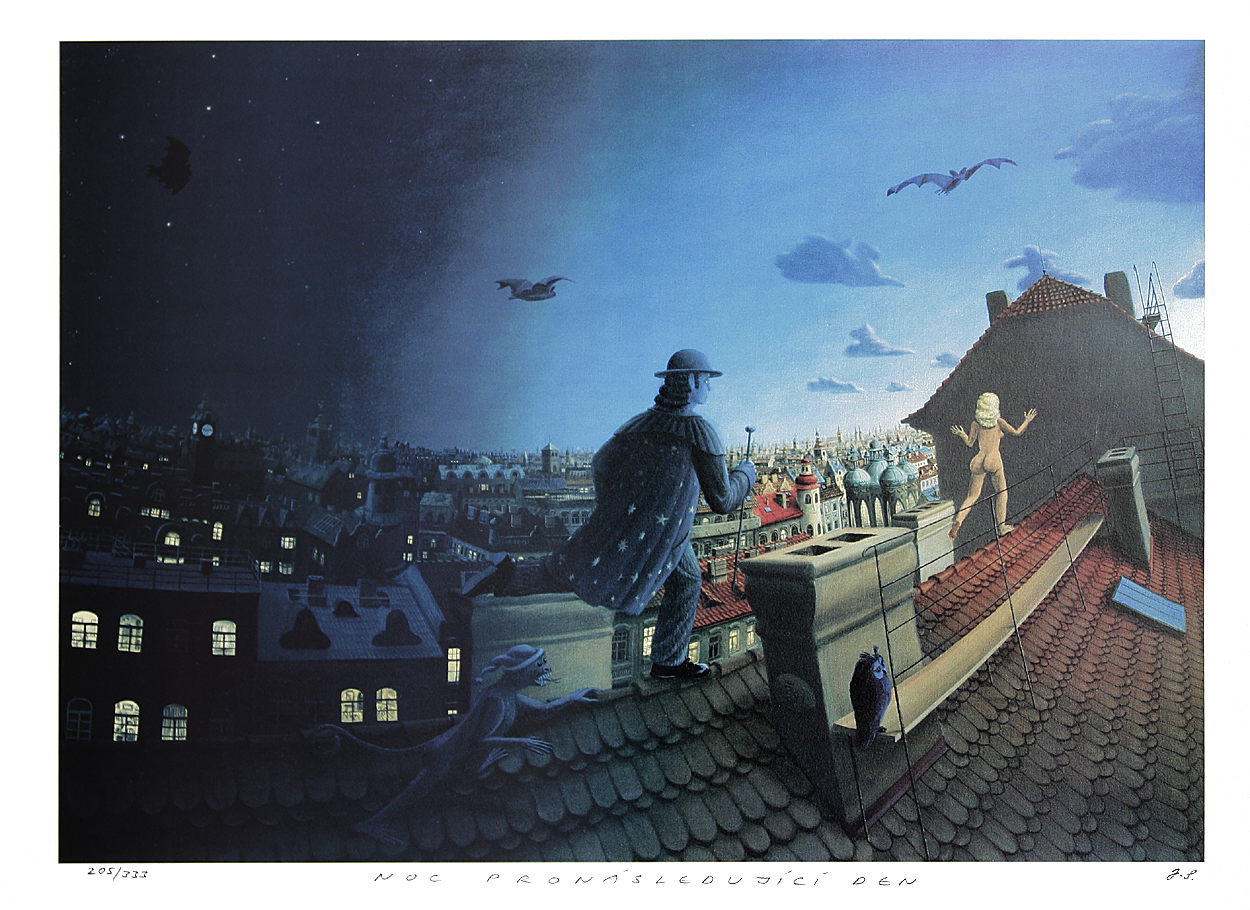
Noc pronásledující den...
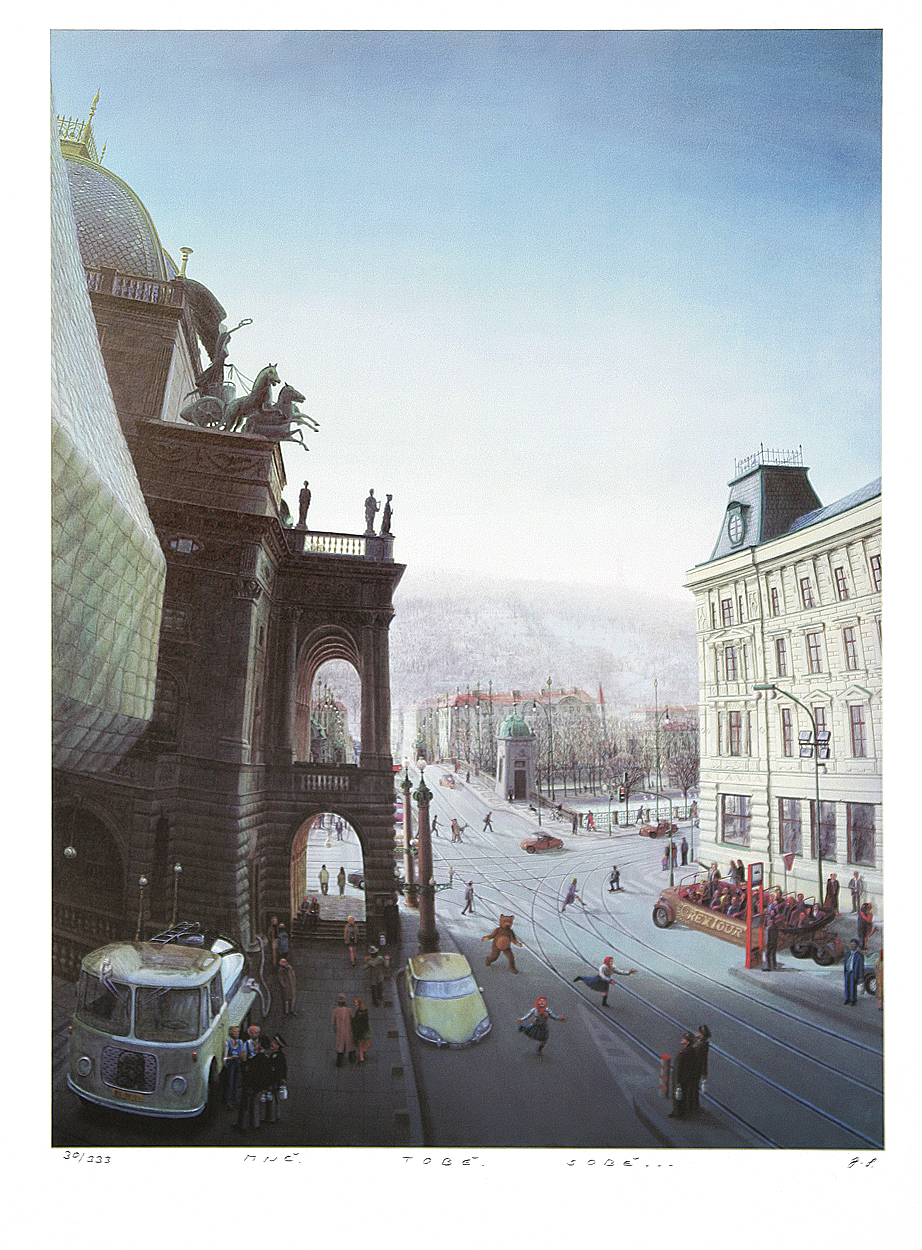
Podzimní odpoledne
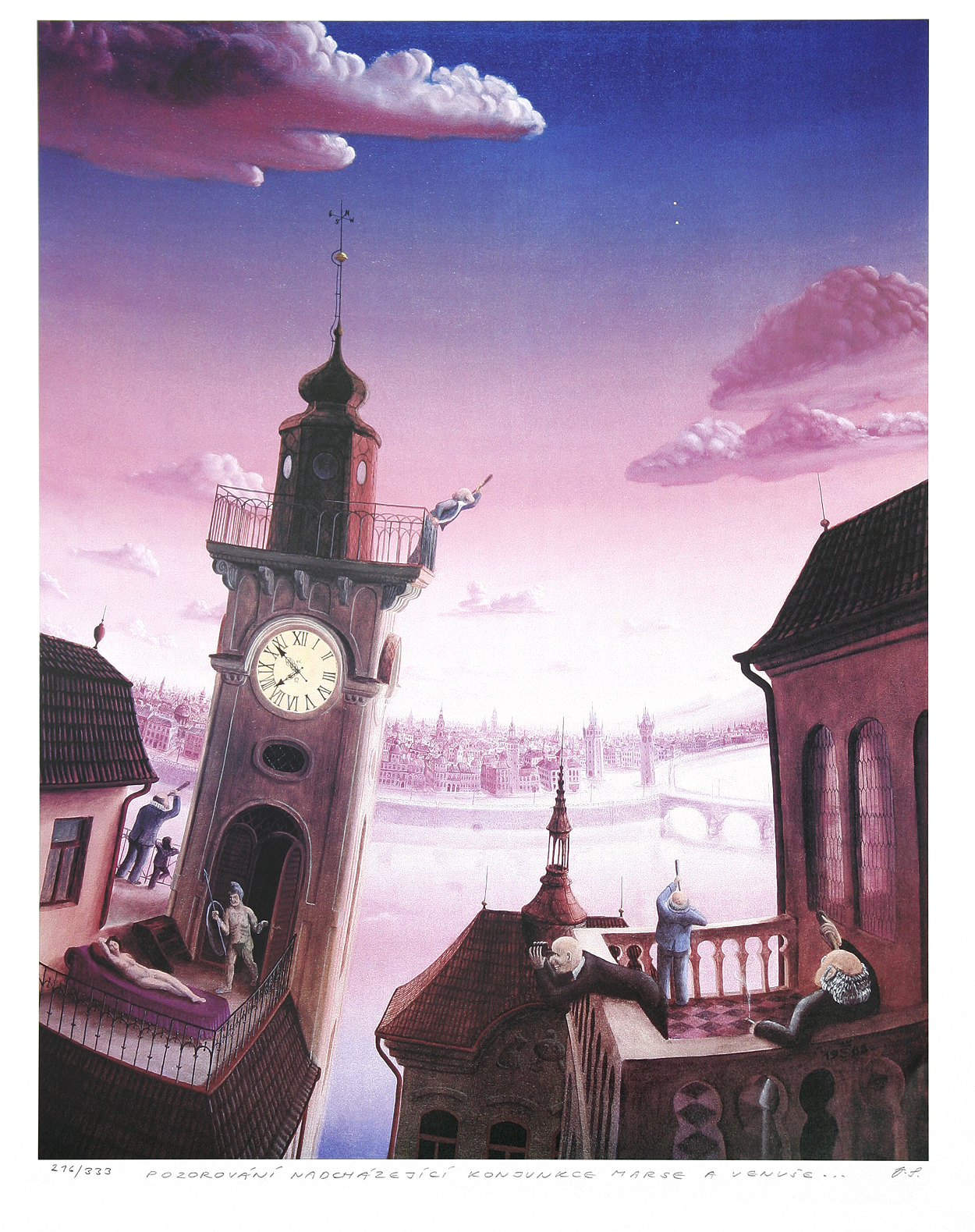
Pozorování nadcházející konjunkce Marse a Venuše
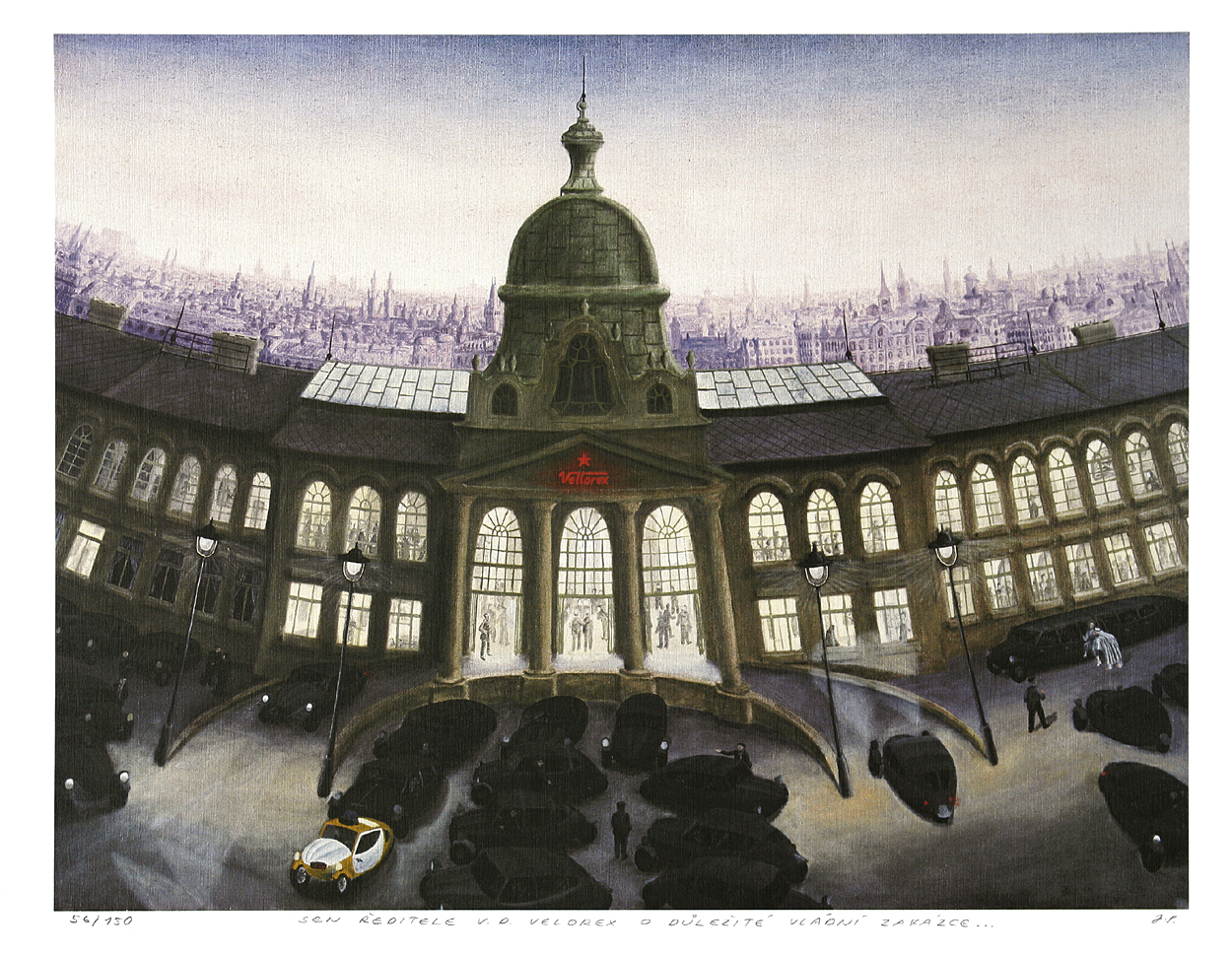
Sen ředitele V.D. Velorex o důležité vládní zakázce
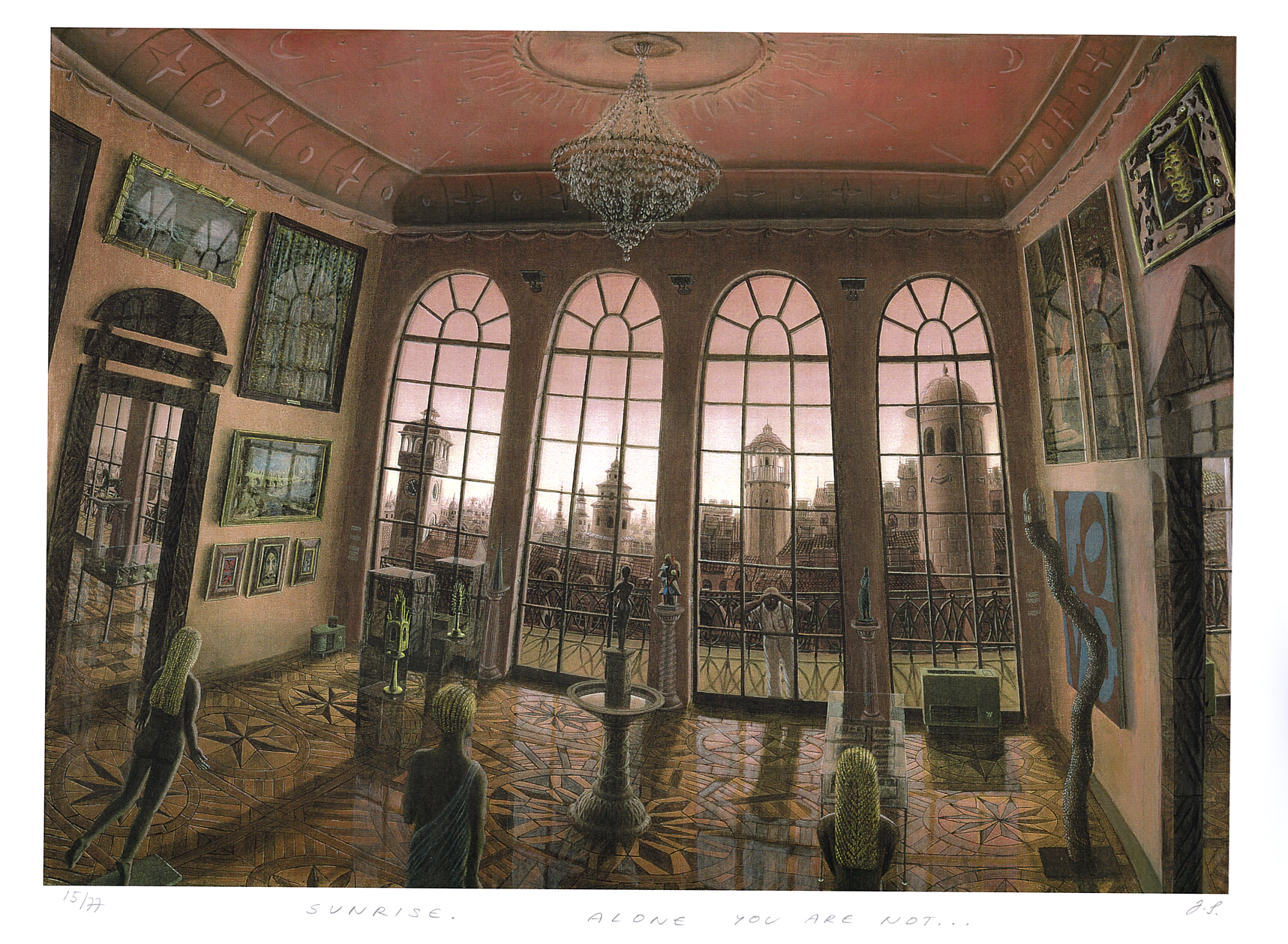
Svítá. Sám nejsí sám...
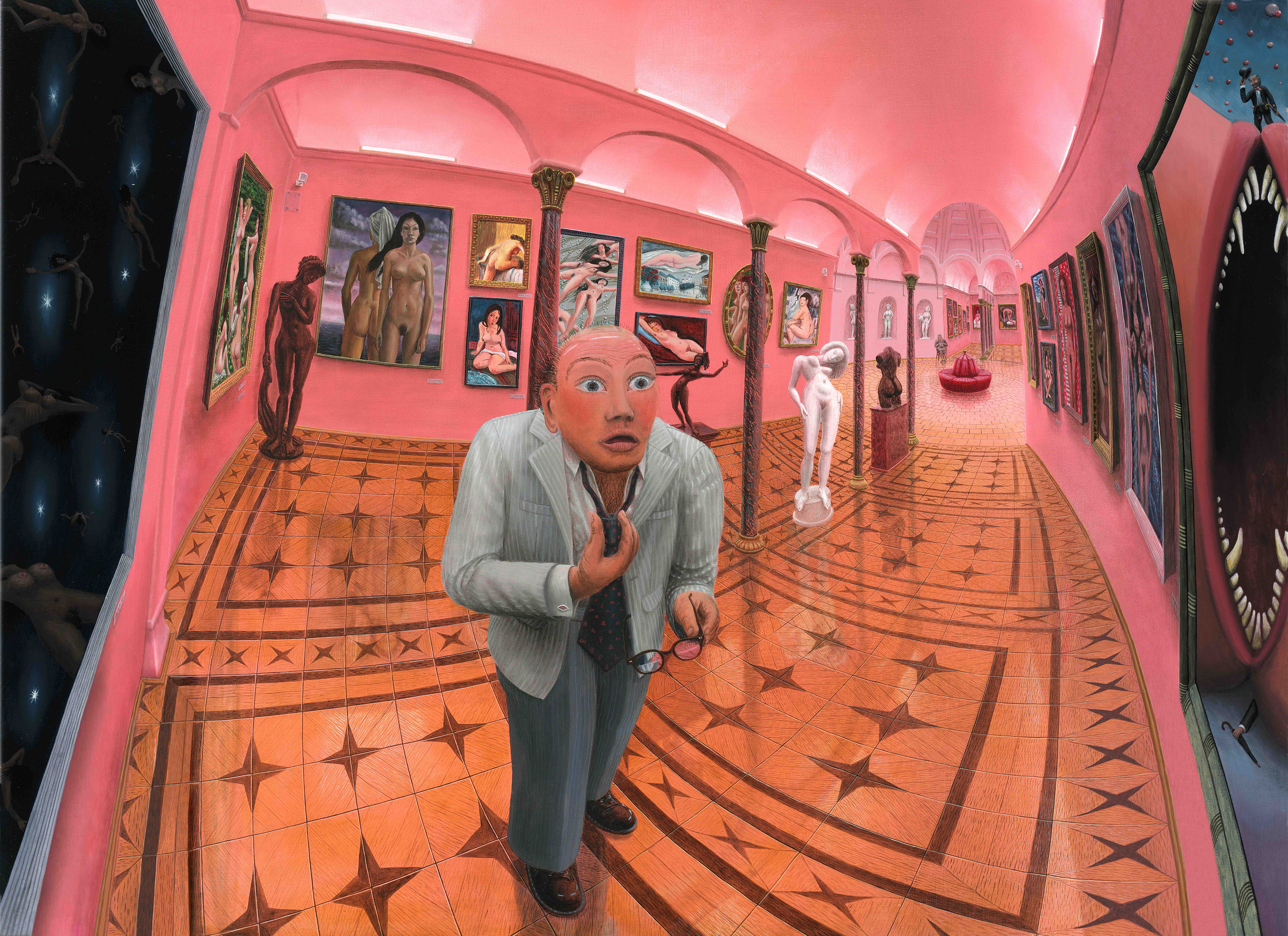
V galerii...
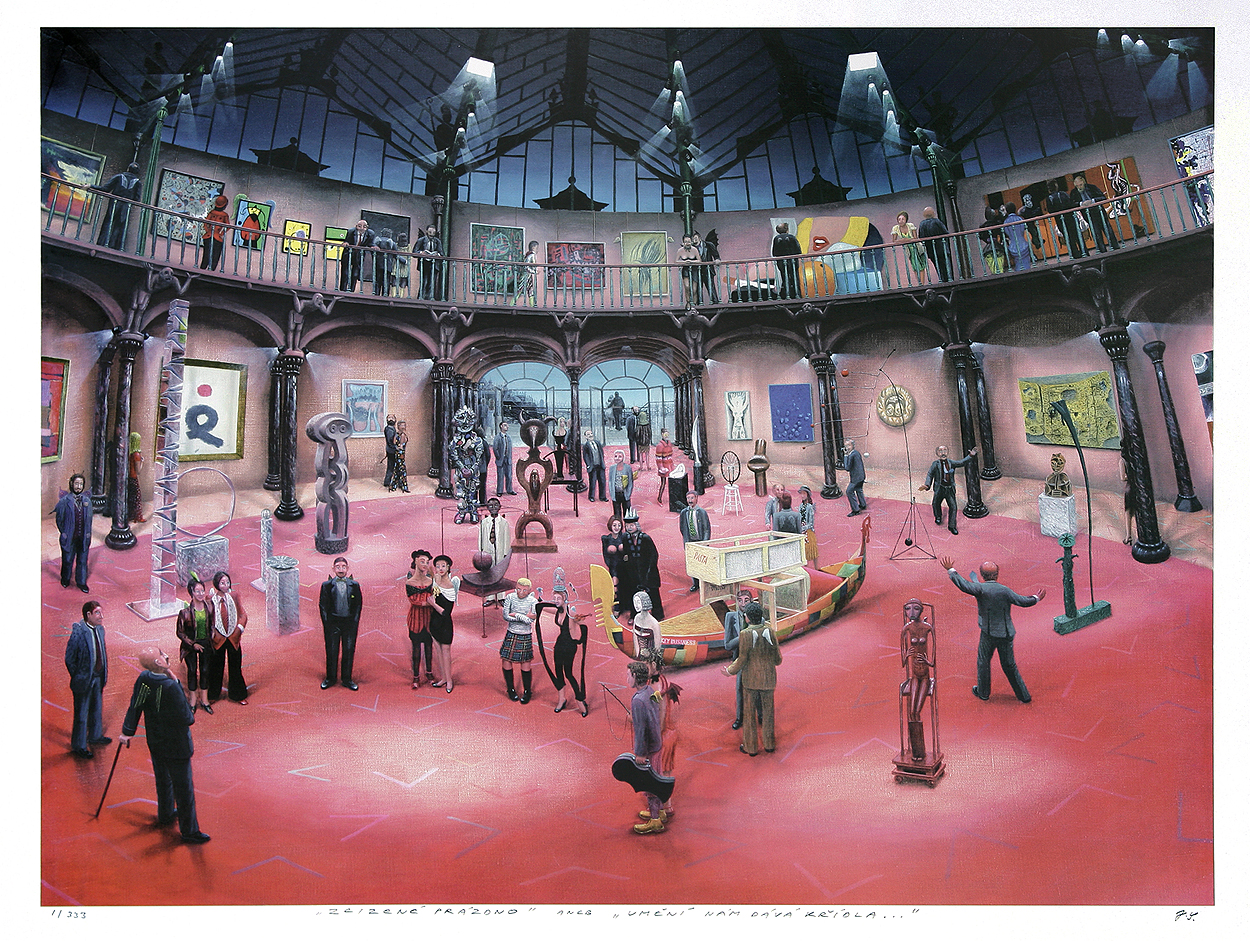
Zcizené prázdno...

## Samostatné výstavy
Od roku 1973, kdy se již jako dospělý chopil štětců, uspořádal přes 50 výstav a zúčastnil se okolo 80 společných projektů doma i ve světě. Kontakty s galeriemi v zahraničí mu umožnily oslovovat publikum na většině kontinentů, jejich prostřednictvím též představil své dílo na mezinárodních veletrzích umění. Spojení části životní pouti s Norou B. Vláškovou v roce 1981 (+1997) jej kromě jiného výrazně obohatilo umělácky, technicky a lidsky.